# مطار أوغولني
مطار أوغولني (بالروسية: Аэропорт Угольный) هو مطار عسكري ومدني متعدد الاستخدامات في الشرق الأقصى الروسي يقع على بعد 11 كم شرق أنادير. منفصل عن بلدة بمياه ليمان أناديرسكي. تم بناء المطار في الأصل في الخمسينيات من القرن الماضي كقاعدة انطلاق لقاذفات الطيران طويلة المدى مثل توبوليف تو-95 وتوبوليف تو-22M. خلال سنوات الحرب الباردة أصبح المحور الرئيسي للرحلات المدنية في منطقة تشوكوتكا.
في مايو 2019 تم تسمية المطار تكريما لاشهر كاتب تشوكشي يوري ريتكيو. ظهرت أنادير في الرواية الأمريكية رحلة الكلب القديم.

## جيش
كانت أنادير واحدة من تسع قواعد انطلاق في القطب الشماليللقاذفات بعيدة المدى. تتولى مجموعة التحكم في القطب الشمالي التابعة لسلاح الجو الروسي مسؤولية صيانة المرافق.